# Francis Dumont
Pour les articles homonymes, voir Dumont.
Francis Dumont né à Montignies-sur-Sambre le 9 juillet 1904, mort à Beaumont le 7 septembre 1975 est un historien belge et un militant wallon.

## Recherches et publications
Ingénieur civil des mines (1928), ingénieur en électricité (1932) de l'Université de Liège, très engagé dans les sections de jeunes du Mouvement wallon il fonde (en 1938), avec l'abbé Jules Mahieu, Maurice Bologne et Arille Carlier la Société historique pour la défense et l'illustration de la Wallonie qui deviendra l'Institut Jules Destrée en 1960.

Passionné d'histoire et passionné par celle de la Wallonie Dumont publie en 1938 L'irrédentisme français en Wallonie de 1914 à 1931 qui sera réédité par l'Institut Destrée en 1965. Il avait déjà publié en 1935 La révolution liégeoise dans le Pays de Charleroi (1935). Il poursuivit ses travaux après l'exode de 1940 et un exil en France : La contre-révolution brabançonne dans la presqu'île de Chimay (1947), Deux ans d'histoire de France vus d'une petite ville wallonne (1951), Le grand amour de Charles de Lorraine ou la destinée romanesque d'une chanoinesse de Nivelles (1953). Il avait l'intime conviction que 
«  Depuis la fin du XVIIIe siècle tout au moins le pays wallon n'a jamais cessé de manifester clairement son originalité politique, [...] n'a jamais cessé de constituer une province autonome de l'esprit et du sentiment public. »

## Sa réflexion sur le sens à donner à uneHistoire de la Wallonie

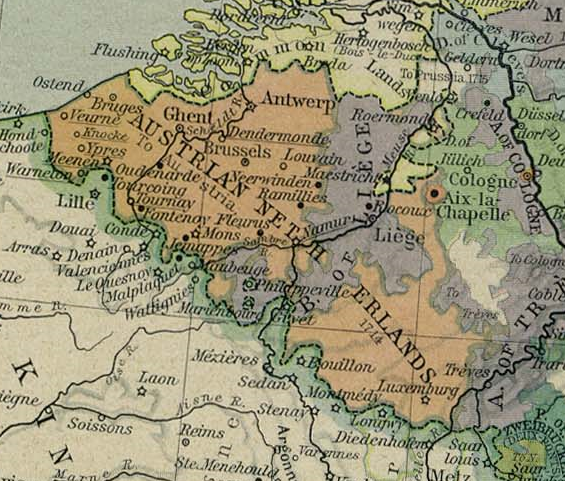
Principauté de Liège et Pays-Bas autrichiens en 1786 : la carte montre les deux blocs dont parle Dumont

Dans son Historiographie et politique en Belgique Hervé Hasquin cite longuement, en post-face, une conférence de F. Dumont donnée au début de 1940 et publiée dans le Bulletin no 2 de la Société historique pour le la défense et l'illustration de la Wallonie. Dumont y répond longuement à Léon-Ernest Halkin qui proposait de donner l'enseignement de l'histoire à partir des principautés médiévales. Il conteste l'avis du professeur liégeois, qui critiquait lui-même Henri Pirenne parce que celui-ci parle de Belgique même avant 1430. Or, selon Dumont, même l'idée que les Pays-Bas bourguignons (après 1430) seraient la préfiguration de la Belgique n'est pas convaincante: parce que cet État recouvrait un territoire infiniment plus étendu que la Belgique, que plusieurs terres wallonnes n'en faisaient pas partie, notamment la Principauté de Liège. Certes, après la sécession de la Hollande au XVIe siècle ces Pays-Bas se rapprochent de la Belgique actuelle mais, poursuit Dumont, visant tant les Pays-Bas espagnols que les Pays-Bas autrichiens, 
« Les territoires que, pour les commodités de leur administration, les souverains hispano-autrichiens réunirent sous la dénomination de Pays-Bas, forment, quand on dessine la carte, deux blocs distincts, à peine soudés l'un à l'autre par une étroite langue de terrain du côté de Dinant : le bloc Flandre-Brabant-Comté de Hainaut, d'une part, et le bloc luxembourgeois d'autre part. »
Il insiste aussi (comme Pirenne le fit), sur le fait que c'est à la période française que les provinces de l'actuelle Belgique se sont vraiment amalgamées et il voit dans la Belgique une fille de la Révolution française. Léon-Ernest Halkin demandait que l'on n'admette pas de Belgique avant 1430, mais que l'on ne dise pas non plus que la Wallonie aurait existé avant 1830. C'est aussi cela que Dumont rejette aussi.

## La Wallonie avant 1830
Dumont poursuit en admettant pour partie le raisonnement d'Halkin : S'il est vrai, incontestablement, qu'il faille éviter d'introduire dans l'Histoire, par pur arbitraire, l'apparence même d'une collectivité wallonne consciente d'elle-même et agissant comme telle, s'ensuit-il qu'il faille également proscrire la notion objective d'un pays, d'un territoire, d'une société wallonne ? Il pense qu'il faut répondre par la négative à cette question. Pour Dumont, si la Belgique était dépourvue de cohésion et de frontières naturelles, La Wallonie, elle, était bornée, de deux côtés au moins par une frontière inscrite, sinon sur le sol, du moins, si je puis dire, dans la réalité sociale, la Frontière linguistique. À la question de savoir ce qui, alors, bornait la Wallonie du côté de la France, Dumont donne cette solution qu'il estime personnelle
«  Il y avait, de ce côté, une limite importante, celle des territoires mouvants de la couronne de France, changeante dans le temps, du Royaume des Lys et du Saint-Empire. Il existait ainsi, au nord-est de la France, un territoire de langage roman ou français, un territoire de civilisation française, indépendant de la France, territoire compact, et même presque formé, la frontière franco-allemande se rapprochant, selon le parallèle de Virton, de la frontière linguistique et dessinant une sorte d'isthme. »